# Heja! Heja! Heja!
Heja! Heja! Heja! (engelska: The Freshman) är en amerikansk komedifilm från 1925 i regi av Sam Taylor och Fred Newmeyer. Filmen fick en slags fortsättning i Åh, en sån onsdag 1947.

## Rollista i urval
- Harold Lloyd - The Freshman
- Jobyna Ralston - Peggy
- Brooks Benedict - The College Cad
- James Anderson - The College Hero
- Hazel Keener - The College Belle
- Joseph Harrington - The College Tailor
- Pat Harmon - fotbollscoachen